# Hajer Mustapha
Hajer Mustapha, née le 17 juin 1994 à Lyon, est une taekwondoïste française.
Elle remporte la médaille d'or dans la catégorie des moins de 46 kg aux Championnats d'Europe de taekwondo 2014 et la médaille de bronze dans la catégorie des moins de 46 kg aux Championnats d'Europe de taekwondo 2016.